# Dante Maiani
Dante Maiani (Macerata Feltria, 22 luglio 1946) è un allenatore di calcio ed ex calciatore sammarinese, di ruolo centrocampista.
È stato il primo calciatore professionista della storia di San Marino.

## Caratteristiche tecniche

### Giocatore
Nato come mezzala di fascia destra col tempo passa a giocare più arretrato, sulla linea mediana.

## Carriera

### Giocatore

#### Club
Dopo esser cresciuto nelle file della Juvenes nel 1963-64 firma il primo contratto professionista con l'Arezzo, in Serie C. Con la maglia dei toscani, indossata successivamente da un altro sammarinese, Marco Macina, Maiani centra la promozione in Serie B nella stagione 1965-1966. Resta quindi con gli aretini anche per il campionato cadetto 1966-1967 (14 presenze), quindi torna per un anno in Serie C nelle file dell'Empoli, per poi giocare per un'altra stagione con l'Arezzo.
In seguito veste anche le maglie di Sassari Torres, Udinese, Venezia e Como, guidato da Eugenio Bersellini, con cui torna a militare in Serie B, disputando 28 incontri nella stagione 1972-1973.
Dopo aver giocato anche tra le file di Avellino in Serie B, scende di una categoria per giocare con Monza e Ancona per poi avvicinarsi a casa vestendo la maglia del Bellaria allenata allora da Arrigo Sacchi.
Nel 1979 Maiani è tra i fondatori della Cosmos, società calcistica sammarinese con sede a Serravalle con cui continua a scendere in campo nelle vesti di allenatore-giocatore. In quattro anni la neonata formazione gialloverde è promossa dalla Terza Categoria alla Promozione e conquista due Coppe Titano.
In carriera ha collezionato complessivamente 45 presenze nella Serie B italiana.

#### Nazionale
Nel 1986 colleziona una presenza tra le file della Nazionale sammarinese, appena creata, nell'incontro semiufficiale vinto 1-0 dalla formazione olimpica canadese, il 28 marzo 1986 a Serravalle.

## Statistiche

### Cronologia presenze e reti in Nazionale
| Cronologia completa delle presenze e delle reti in nazionale ― San Marino | Cronologia completa delle presenze e delle reti in nazionale ― San Marino | Cronologia completa delle presenze e delle reti in nazionale ― San Marino | Cronologia completa delle presenze e delle reti in nazionale ― San Marino | Cronologia completa delle presenze e delle reti in nazionale ― San Marino | Cronologia completa delle presenze e delle reti in nazionale ― San Marino | Cronologia completa delle presenze e delle reti in nazionale ― San Marino | Cronologia completa delle presenze e delle reti in nazionale ― San Marino |
| Data                                                                      | Città                                                                     | In casa                                                                   | Risultato                                                                 | Ospiti                                                                    | Competizione                                                              | Reti                                                                      | Note                                                                      |
| ------------------------------------------------------------------------- | ------------------------------------------------------------------------- | ------------------------------------------------------------------------- | ------------------------------------------------------------------------- | ------------------------------------------------------------------------- | ------------------------------------------------------------------------- | ------------------------------------------------------------------------- | ------------------------------------------------------------------------- |
| 28-3-1986                                                                 | Serravalle                                                                | San Marino                                                                | 0 – 1                                                                     | Canada                                                                    | Amichevole                                                                | -                                                                         |                                                                           |
| Totale                                                                    |                                                                           | Presenze                                                                  | 1                                                                         |                                                                           | Reti                                                                      | 0                                                                         |                                                                           |

## Palmarès

### Giocatore

#### Club

##### Competizioni nazionali
- Coppa Titano: 2

Cosmos: 1980, 1981
- Coppa Italia Semiprofessionisti: 1

Monza: 1974-1975